# Heimersheim (Bad Neuenahr-Ahrweiler)
Heimersheim ist ein Stadtteil und Ortsbezirk der Stadt Bad Neuenahr-Ahrweiler im Landkreis Ahrweiler in Rheinland-Pfalz. Zum Ortsbezirk Heimersheim gehört auch der Stadtteil Ehlingen. Bis 1969 war Heimersheim eine eigenständige Gemeinde.

## Geschichte

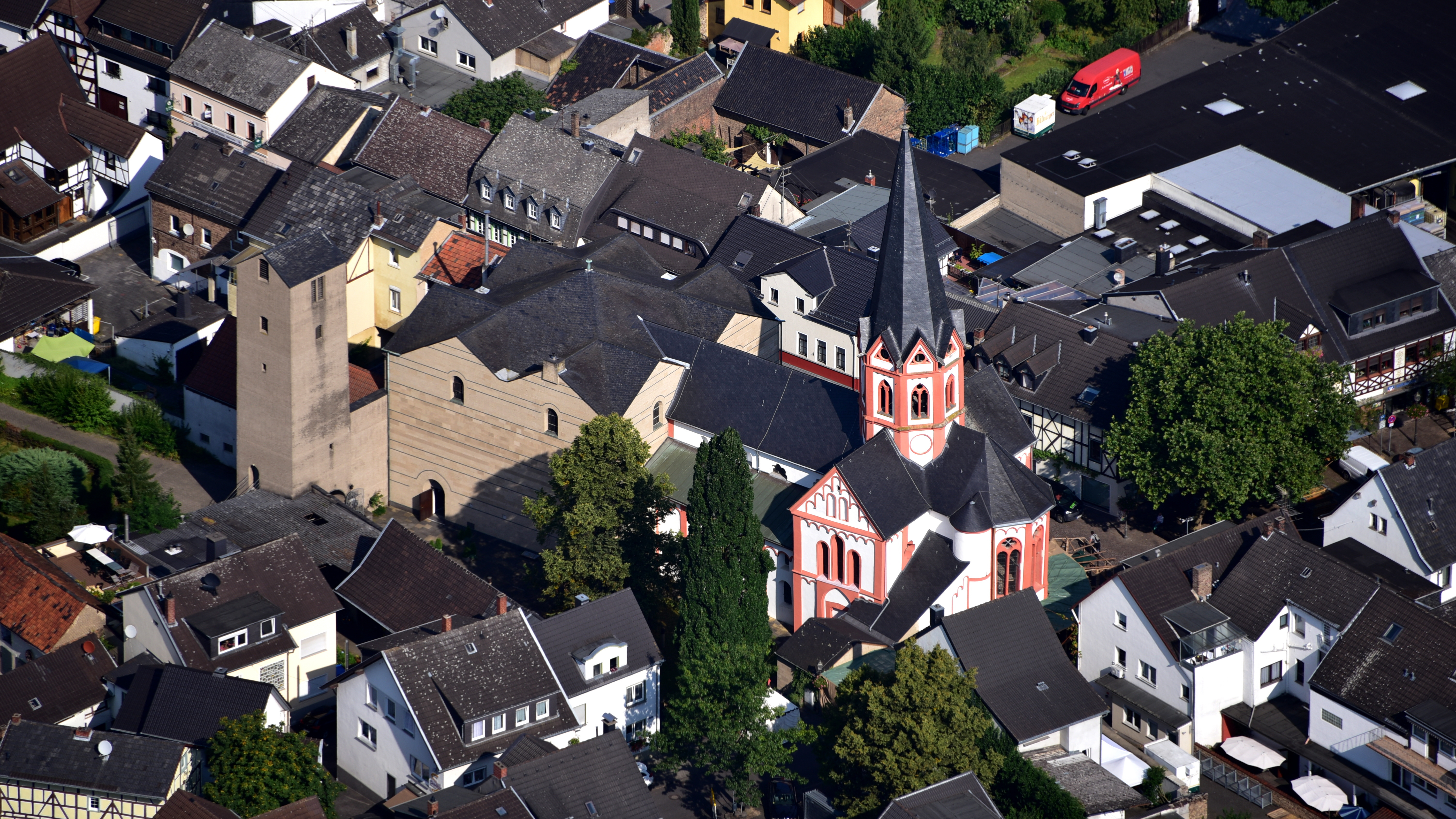
St. Mauritius (Heimersheim)

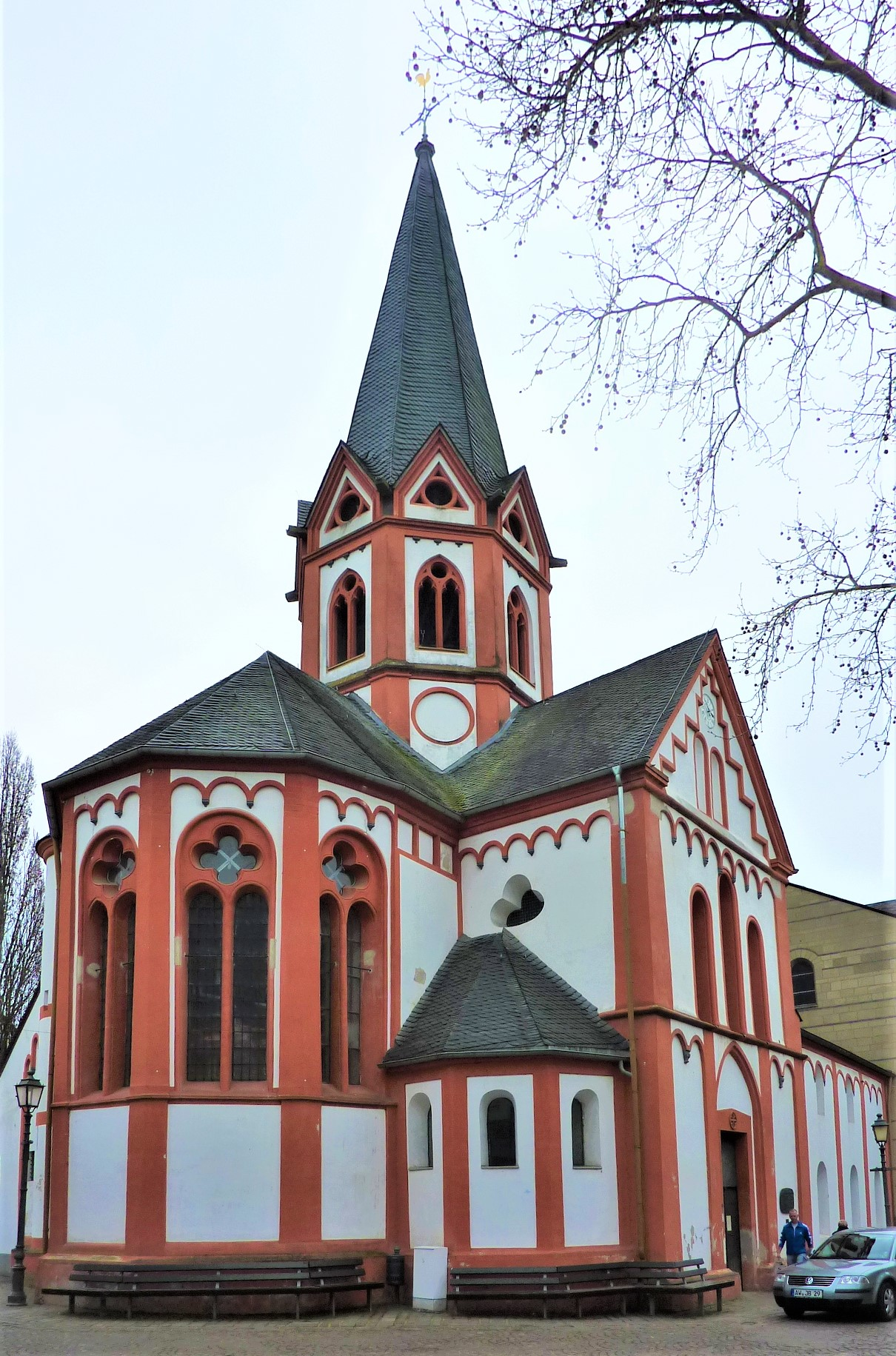
Romanische Mauritiuskirche

Das Ortsbild von Heimersheims ist vom Verlauf der alten Befestigung gekennzeichnet. Für 1426 sind Wall, Doppelhecke und zwei Holz- bzw. Falltore bezeugt. Durch seine strategische Lage in der Nähe der Rheinschiene in besonderer Weise gefährdet, erhielt Heimersheim die Befestigung mit Tor und Turm schon im 15. Jahrhundert, möglicherweise auch früher. Reste der Ortsbefestigung aus spätgotischer Zeit sind am Westtor und am Alten Backhaus erhalten. Im 16. Jahrhundert wurde bei Heimersheim ein warmer Sauerbrunnen freigelegt, eine Quelle, die um 1830 zum Trinken genutzt wurde. 1855 gab es zwei Brunnen in Heimersheim, die Nutzungsrechte wurden aber an Neuenahr vergeben und konnten später nicht wieder zurückerlangt werden. Im Juli 1646 wurde Heimersheim im Verlauf des Dreißigjährigen Krieges von Weimarischen Truppen (Weimaraner) besetzt und geplündert.
Die spätromanische Pfarrkirche St. Mauritius im Basilikenstil gehört mit ihrem starken, achtseitigen Vierungsturm als Kern in die Übergangszeit der ersten Hälfte des 13. Jahrhunderts und ist Heimersheims Hauptsehenswürdigkeit. 1555 durch schwere Brandschäden beschädigt und 1784 sowie 1881 erneuert, weist die Kirche mit ihren Glasmalereien aus dem 13. Jahrhundert, dem Kreuztragungsaltar von 1599 und einer Grabplatte aus Trachyt von 1550 mehrere Kunstwerke auf. 1961/62 wurde ein Anbau angefügt.
Am 7. Juni 1969 wurde die bis dahin eigenständige Gemeinde in die gleichzeitig neu gebildete Stadt Bad Neuenahr-Ahrweiler eingegliedert.

## Politik

### Ortsbezirk
Heimersheim ist einer von zehn Ortsbezirken der Stadt Bad Neuenahr-Ahrweiler. Der Stadtteil wird von einem Ortsbeirat sowie einem Ortsvorsteher vertreten.

### Ortsbeirat
Der Ortsbeirat besteht aus acht Mitgliedern, die bei der Kommunalwahl am 9. Juni 2024 in einer personalisierten Verhältniswahl gewählt wurden, und dem ehrenamtlichen Ortsvorsteher als Vorsitzendem. Mit der Wahl 2024 trat eine Änderung der Hauptsatzung in Kraft, welche die Anzahl der Ratsmitglieder von sieben auf acht erhöhte.
Die Sitzverteilung im Ortsbeirat:
| Wahl | SPD | CDU | Grüne | FWG 1 | Gesamt  |
| ---- | --- | --- | ----- | ----- | ------- |
| 2024 | 2   | 3   | 2     | 1     | 8 Sitze |
| 2019 | 1   | 4   | 2     | –     | 7 Sitze |
| 2014 | 1   | 4   | 2     | –     | 7 Sitze |
| 2009 | 1   | 5   | 1     | –     | 7 Sitze |

### Ortsvorsteher
Seit Juli 2022 ist Jürgen Saeß (SPD) Ortsvorsteher von Heimersheim. Bei der Direktwahl am 12. Juni 2022 erhielt er als einziger Kandidat 62,7 % der abgegebenen Stimmen. Bei der Direktwahl am 9. Juni 2024 setzte er sich mit 76,4 % gegen einen Mitbewerber durch.
Saeßs Vorgänger Willi Schneider (CDU) hatte Mitte März 2022 aus persönlichen Gründen mit sofortiger Wirkung sein Amt niedergelegt.

## Verkehr

### Schienenverkehr

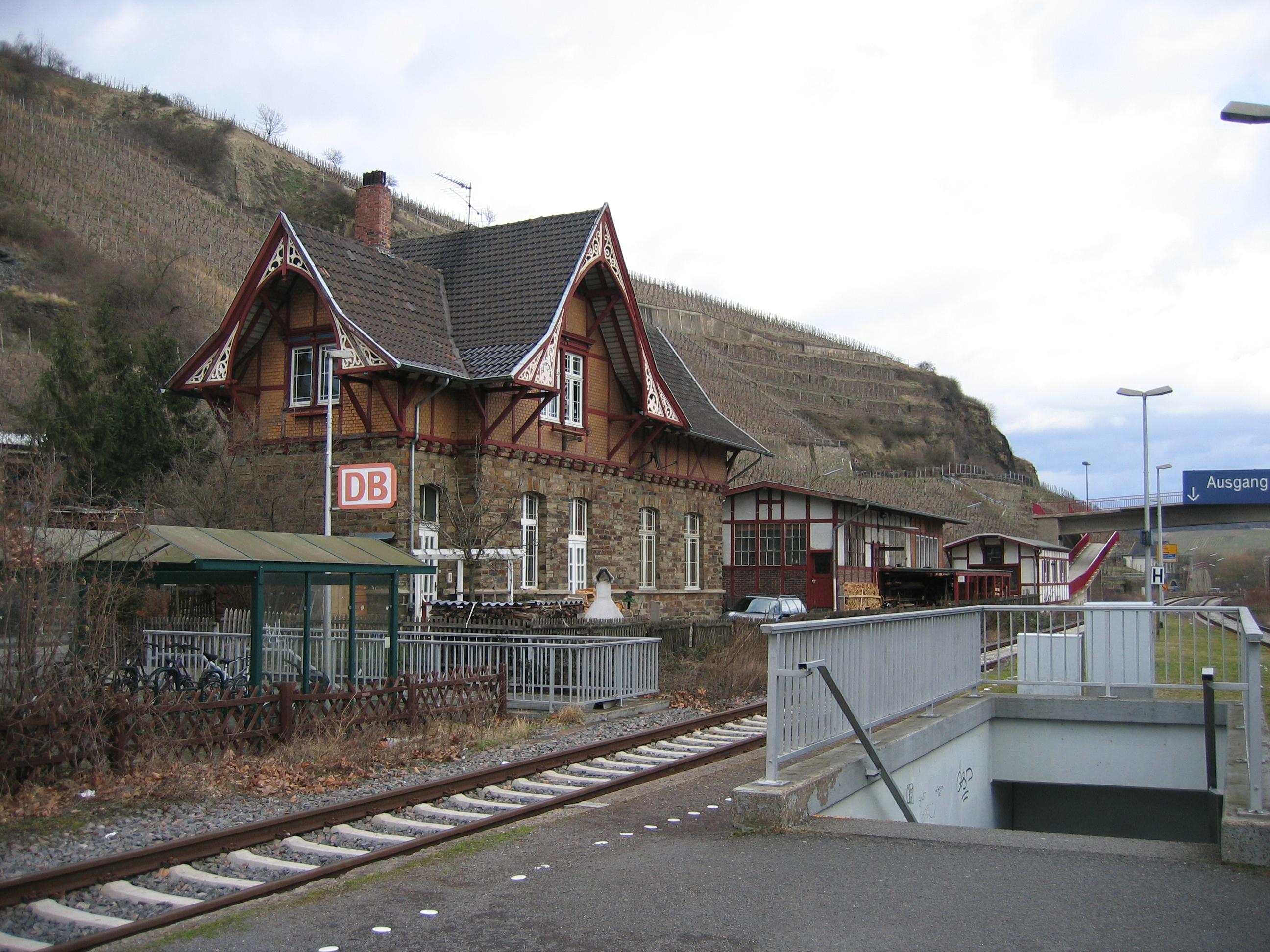
Haltepunkt Heimersheim

Der historische Haltepunkt und frühere Bahnhof Heimersheim liegt an der Ahrtalbahn (KBS 477) Remagen – Ahrbrück auf der im Personennahverkehr die „Rhein-Ahr-Bahn“ (RB 30) und die „Ahrtalbahn“ (RB 39) verkehren. Der Haltepunkt wurde beim Ahrhochwasser 2021 stark beschädigt. Zum Fahrplanwechsel Dezember 2024 wurde dieser durch einen neu angelegten barrierefreien Haltepunkt Heimersheim/Lohrsdorf, der sich ca. 700 m weiter östlich in Lohrsdorf befindet, ersetzt.
| Linie | Zuglauf | Takt   | Betreiber |
| ----- | --- | ------ | --------- |
| RB 30 | Rhein-Ahr-Bahn: Bonn Hbf – Bonn UN Campus – Bonn-Bad Godesberg – Bonn-Mehlem – Oberwinter – Remagen – Bad Bodendorf – Heimersheim – Bad Neuenahr – Ahrweiler – Ahrweiler Markt – Walporzheim (– Dernau – Rech – Mayschoß – Altenahr – Kreuzberg (Ahr) – Ahrbrück) bis Ende 2025 wegen Hochwasserschäden nur bis Walporzheim, der weitere Streckenverlauf bis Ahrbrück ist seit Juli 2021 nicht mehr befahrbar Stand: Fahrplanwechsel Dezember 2021 | 60 min | DB Regio  |
| RB 39 | Ahrtalbahn: Remagen – Bad Bodendorf – Heimersheim – Bad Neuenahr – Ahrweiler – Ahrweiler Markt – Walporzheim (– Dernau) bis 2025 wegen Hochwasserschäden nur bis Walporzheim Stand: Fahrplanwechsel Dezember 2021 | 60 min | DB Regio  |

Für den öffentlichen Personennahverkehr gilt bis zur Landesgrenze der Tarif des Verkehrsverbundes Rhein-Mosel (VRM), landesüberschreitend der des regionalen Verkehrsverbundes Rhein-Sieg (VRS), für Fahrten in ganz Nordrhein-Westfalen außerdem der NRW-Tarif. Der Schienenpersonennahverkehr wird von der DB Regio NRW im Rahmen des „Kölner Dieselnetzes“ durchgeführt, die „vareo“-Triebwagen der Alstom Coradia LINT einsetzt.

### Straßen
Heimersheim liegt zwischen dem Stadtteil Bad Neuenahr und Sinzig neben der Ahrtalbrücke der A 61 (Köln – Koblenz), besitzt keinen eigenen Autobahnanschluss, aber die Zubringer B 266 sowie K 44 zur A 61. Die Entfernung zur Anschlussstelle Sinzig beträgt 5 km.

## Kultur und Sehenswürdigkeiten

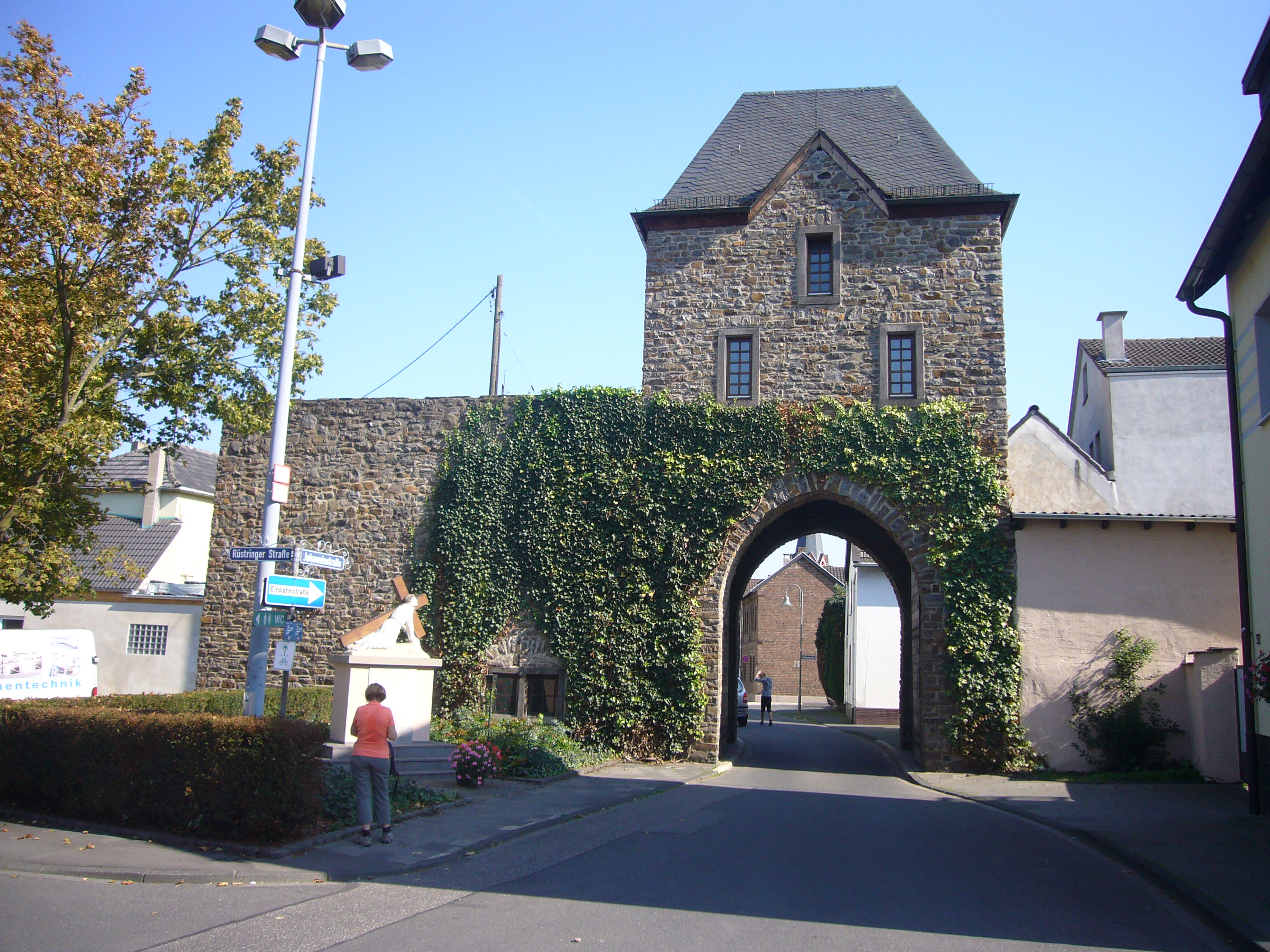
Westtor

Das Westtor, Ecke Rüstringer/Johannisstraße ist der Rest der einstigen Stadtbefestigung die rings um den Ort führte.

## Bildung
In Heimersheim gibt es eine Grundschule mit Ganztagsbetreuung. In dem 1974 erbauten Gebäude werden 140 Schüler aus den Stadtteilen Ehlingen, Gimmigen, Green, Heimersheim, Heppingen, Kirchdaun und Lohrsdorf unterrichtet, bis zum Schuljahr 2013/14 war ein Schulkindergarten angegliedert. Ferner bestehen zwei Kindergärten in Heimersheim: Die städtische Kindertagesstätte „Sterntaler“ sowie die katholische Einrichtung „St. Mauritius“.

## Veranstaltungen
Jährlich am dritten Wochenende im August findet das überregional bekannte „Historische Weinfest Heimersheim“ statt.

## Persönlichkeiten
- Hugo Steinbach (1873–nach 1927), Architekt
- Guido Orthen (* 1966), Jurist und Kommunalpolitiker (CDU), Bürgermeister von Bad Neuenahr-Ahrweiler